# Manchecourt
Manchecourt és un municipi francès, situat al departament del Loiret i a la regió de Centre – Vall del Loira. L'any 2007 tenia 634 habitants.

## Demografia

### Població
El 2007 la població de fet de Manchecourt era de 634 persones. Hi havia 223 famílies, de les quals 44 eren unipersonals (32 homes vivint sols i 12 dones vivint soles), 64 parelles sense fills, 107 parelles amb fills i 8 famílies monoparentals amb fills.
La població ha evolucionat segons el següent gràfic:
Habitants censats

### Habitatges
El 2007 hi havia 265 habitatges, 227 eren l'habitatge principal de la família, 16 eren segones residències i 22 estaven desocupats. 261 eren cases i 4 eren apartaments. Dels 227 habitatges principals, 197 estaven ocupats pels seus propietaris, 27 estaven llogats i ocupats pels llogaters i 4 estaven cedits a títol gratuït; 3 tenien dues cambres, 30 en tenien tres, 55 en tenien quatre i 140 en tenien cinc o més. 136 habitatges disposaven pel capbaix d'una plaça de pàrquing. A 80 habitatges hi havia un automòbil i a 134 n'hi havia dos o més.

### Piràmide de població
La piràmide de població per edats i sexe el 2009 era:
| Homes | Edats   | Dones |
| ----- | ------- | ----- |
| 0     | 95 o +  | 0     |
| 0     | 90 a 94 | 8     |
| 0     | 85 a 89 | 4     |
| 8     | 80 a 84 | 0     |
| 8     | 75 a 79 | 20    |
| 24    | 70 a 74 | 8     |
| 12    | 65 a 69 | 4     |
| 8     | 60 a 64 | 12    |
| 12    | 55 a 59 | 4     |
| 12    | 50 a 54 | 24    |
| 24    | 45 a 49 | 12    |
| 24    | 40 a 44 | 32    |
| 40    | 35 a 39 | 24    |
| 12    | 30 a 34 | 28    |
| 12    | 25 a 29 | 8     |
| 12    | 20 a 24 | 4     |
| 24    | 15 a 19 | 20    |
| 28    | 10 a 14 | 24    |
| 44    | 5 a 9   | 20    |
| 24    | 0 a 4   | 0     |

## Economia
El 2007 la població en edat de treballar era de 428 persones, 345 eren actives i 83 eren inactives. De les 345 persones actives 315 estaven ocupades (175 homes i 140 dones) i 30 estaven aturades (16 homes i 14 dones). De les 83 persones inactives 22 estaven jubilades, 36 estaven estudiant i 25 estaven classificades com a «altres inactius».

### Ingressos
El 2009 a Manchecourt hi havia 231 unitats fiscals que integraven 668 persones, la mediana anual d'ingressos fiscals per persona era de 19.784 €.

### Activitats econòmiques
Dels 23 establiments que hi havia el 2007, 1 era d'una empresa extractiva, 1 d'una empresa alimentària, 6 d'empreses de fabricació d'altres productes industrials, 6 d'empreses de construcció, 4 d'empreses de comerç i reparació d'automòbils, 1 d'una empresa d'hostatgeria i restauració, 3 d'empreses de serveis i 1 d'una empresa classificada com a «altres activitats de serveis».
Dels 7 establiments de servei als particulars que hi havia el 2009, 2 eren paletes, 1 fusteria, 1 lampisteria, 2 electricistes i 1 restaurant.
L'únic establiment comercial que hi havia el 2009 era una carnisseria.
L'any 2000 a Manchecourt hi havia 17 explotacions agrícoles.

## Equipaments sanitaris i escolars
El 2009 hi havia una escola elemental.

## Poblacions més properes
El següent diagrama mostra les poblacions més properes.